# Northfork (film)
Northfork – amerykański niezależny film fabularny, wyreżyserowany przez Michaela Polisha do scenariusza autorstwa swojego i swojego brata, Marka Polisha. Trzeci wspólny film braci Polish.

## Fabuła
Jest rok 1955. Mieszkańcy małej osady w stanie Montana są zmuszeni do opuszczenia swojego miejsca zamieszkania, ponieważ będzie budowana tam nowa tama.

## Obsada
- James Woods jako Walter O’Brien
- Nick Nolte jako ojciec Harlan
- Claire Forlani jako pani Hadfield
- Daryl Hannah jako Flower Hercules
- Peter Coyote jako Eddie
- Douglas Sebern jako burmistrz
- Duel Farnes jako Irwin
- Josh Barker jako Matt
- Mark Polish jako Willis O’Brien
- Graham Beckel jako Marvin
- Ben Foster jako Cod
- Kyle MacLachlan jako pan Hope
- Anthony Edwards jako Happy